# Jánosi József
Jánosi (Janicsek, Janiczek) József (Zólyom, 1898. április 22.  – Friesenheim, NSZK, 1965. május 6.) jezsuita szerzetes, filozófus, egyetemi tanár. 

## Tanulmányai
1913-ban lépett be a jezsuita rendbe. Nagyszombatban végezte a noviciátust. Gimnáziumi tanulmányait Kalocsán fejezte 1917-ben. Ezt követően ugyanott tanult két évig filozófiát, majd 1919-ben Innsbruckban és hollandiai Valkenburgban folytatta bölcseleti tanulmányait.
1920-21-ben magiszter (diákotthoni nevelőtanár) volt az ausztriai Feldkirch, majd Pécs jezsuita kollégiumában 1921–23 között. Ezzel egyidejűleg francia és angol nyelvet, valamint éneket tanított a rend gimnáziumában (Pécsett: a Pius Gimnáziumban). 
1924-től Rómában folytatta felsőfokú tanulmányait: teológiát hallgatott a Gregoriana Pápai Egyetemen. Itt szerzett doktori fokozatot filozófiából és teológiából. A rendi képzést lezáró úgynevezett harmadik próbaévet a New York állambéli Poughkeepsie-ben töltötte, majd még két éven át az Egyesült Államokban végzett missziós szolgálatot. 

## Felnőttkori működése
1932-ben tért vissza Magyarországra: egy évig Pécsett tanított a Pius Gimnáziumban, majd 1934-től Budapestre helyezték rendi elöljárói. Az ünnepélyes fogadalmat megelőző grádus-vizsgát 1936-ban tette le. 1933-től filozófiai, teológiai és világnézeti előadásokat tartott katolikus főiskolai, illetve tanárképző tanfolyamokon. 1934-től a Katolikus Főiskolai Tanfolyam igazgatójaként tevékenykedett. 
A harmincas évek középétől tagja volt a Szent István Akadémiának, a Magyar Filozófiai Társaságnak, valamint az Aquinói Szent Tamás Társaságnak. 
1935-ben a Pázmány Péter Tudományegyetem bölcseleti fakultásának magántanára lett. „Így Jánosi József lett 150 év után az első jezsuita, aki tanítási engedélyt kapott azon az egyetemen, amelynek ugyancsak 150 éven át jezsuiták volt kizárólag a tanárai.” . Logikát és metafizikát tanított.
1940–3-ban Kassán tanított a rend bölcseleti főiskoláján. Visszatérve Budapestre újra az egyetemen oktatott, immár mint c. ny. rk. egyetemi tanár.
A negyvenes évek első felében egyházi elnöke volt a Magyar Szent Kereszt Egyesületnek, amelyet azért alapítottak 1939-ben, hogy védelmet és támogatást nyújtson a zsidó származású katolikusok számára, az őket is sújtó egyre szigorúbb rendelkezésekkel és törvényekkel szemben. Miután 1944 őszén ellehetetlenült a Szent Kereszt Társaság működése, a reformátusok által létrehozott Jó Pásztor Bizottsággal, a Svéd Vöröskereszttel, elsősorban pedig Angelo Rotta pápai nunciussal szorosan együttműködve vett részt az üldözöttek megsegítésében: a svédek és a pápai nunciatúra menleveleivel üldözöttek százait mentette meg.
1945-től egyházi tanácsadója és egyik szellemi háttérembere volt az előző év őszén megalakult Keresztény Demokrata Néppártnak (később: Demokrata Néppárt). A párt Barankovics István által vezetett szárnyával együtt, az egyre erősödő kommunista hatalmi törekvések közepette a „modus vivendi” megtalálásának szükségességét vallotta a szovjettel, a lényeges elvi különbözőségek fenntartása mellett; szemben Mindszenty merev, konfrontatív politikájával. 
1945–1948 között több ízben közvetítő tevékenységet végzett a magyar kormány és a Szentszék, illetve a magyarországi SZEB magasrangú szovjet beosztottja, Borisz Pavlovics Oszokin és a Szentszék között.
1948-ban a Mindszenty hercegprímással kialakult politikai-taktikai ellentétei miatt elöljárói Nagykapornakra helyezték.
A bíboros prímás 1948. decemberi letartóztatását követően nem várta meg, hogy ő is sorra kerüljön: 1949. február 2-án nagynénjével, Blaskó Mária írónővel és a Barankovics házaspárral együtt az amerikai követség gépkocsiján elhagyta az országot. Először rövid időre Svájcban, majd végül Németországban telepedett le. 1949-ben kilépett a jezsuita rendből, de világi papként tovább működött a München-Freisingi főegyházmegye területén.  
1951-ben az elsők között kapott meghívást arra, hogy legyen a frissen megalapított, Münchenben működő Szabad Európa Rádió munkatársa. Négy éven át szerkesztette a rádió magyaroknak szóló katolikus műsorait.
1965-ben rejtélyes, máig tisztázatlan körülmények között vesztette életét: Friesenheim közelében kizuhant a robogó vonatból, amelyen Rómába tartott. Táskáját üresen találták meg a vasúti töltés mellett.

## Főbb művei
- Világnézeti típuskutatás és filozófiai megalapozása, 1934
- A szellem: a szellem és szellemi lét főbb jelenségei és metafizikája, 1935
- Mária: a Mária tisztelet dogmatikája és lélektana, 1935
- Metafizikai világproblémák (társszerző), 1935
- A bölcseleti megismerés határainak kérdése, 1936
- Bölcselet és valóság : A filozófia és a valóságmegismerés természetének vizsgálata, 1940
- Az erkölcs metafizikai gyökerei: az önkifejlődés és a cél-érték problémája, 1943